# Cerasus maximowiczii
Cerasus maximowiczii là loài thực vật có hoa trong họ Hoa hồng. Loài này được (Rupr.) Kom. mô tả khoa học đầu tiên năm 1932.